# Región de Boké
Boké es una región de Guinea, su capital es la ciudad de Boké. Limita con las regiones de Kindia y Labé, y los países de Senegal y Guinea-Bisáu.
Está formada por las siguientes prefecturas: Boffa, Boké, Fria, Gaoual y Koundara.
- Datos: Q862611
- Multimedia: Boké Region / Q862611